# Apolemichthys xanthotis
Apolemichthys xanthotis е вид лъчеперка от семейство Pomacanthidae. Видът е незастрашен от изчезване.

## Разпространение и местообитание
Разпространен е в Бахрейн, Джибути, Египет, Еритрея, Йемен, Израел, Йордания, Ирак, Иран, Катар, Кувейт, Обединени арабски емирства, Оман, Саудитска Арабия, Сомалия и Судан.
Среща се на дълбочина от 10 до 35 m.

## Описание
На дължина достигат до 20 cm.
Популацията на вида е стабилна.